# (2539) Ningxia
(2539) Ningxia ist ein Asteroid des Hauptgürtels, der am 8. Oktober 1964 am Purple-Mountain-Observatorium in Nanjing entdeckt wurde.
Benannt ist der Asteroid nach der autonomen Region Ningxia im Norden Chinas.